# 亀田源治郎
亀田 源治郎（かめだ げんじろう、1904年3月12日 - 1972年11月15日）は、日本の銀行家。南都銀行頭取を務めた。奈良県吉野郡下市町出身。

## 経歴・人物
1918年に下市高等小学校を中退し、同年に吉野銀行(のちの南都銀行)。1956年10月に取締役に就任し、1957年10月に常務、1963年7月に専務を経て、1965年3月には頭取に就任。電算機の導入と本店の増改築と大阪支店の開設といった投稿の近代化を推進した。
1972年11月15日胃腫瘍のために在任中に死去。68歳没。